# Kirgistan na Mistrzostwach Świata w Lekkoatletyce 2011
Kirgistan na Mistrzostwach Świata w Lekkoatletyce 2011 reprezentowany był przez dwóch zawodników.

## Występy reprezentantów Kirgistanu

### Mężczyźni

#### Konkurencje biegowe
| Konkurencja  | Zawodnik      | Runda 1  | Runda 1 | Runda 2  | Runda 2 | Półfinał | Półfinał | Finał    | Finał   |
| Konkurencja  | Zawodnik      | Rezultat | Pozycja | Rezultat | Pozycja | Rezultat | Pozycja  | Rezultat | Pozycja |
| ------------ | ------------- | -------- | ------- | -------- | ------- | -------- | -------- | -------- | ------- |
| Bieg na 100m | Dmitrij Iljin | 10,86    | 11 Q    | 11,00    | 52      |          |          |          |         |

### Kobiety

#### Konkurencje biegowe
| Konkurencja   | Zawodnik           | Runda 1  | Runda 1 | Runda 2  | Runda 2 | Półfinał      | Półfinał | Finał    | Finał   |
| Konkurencja   | Zawodnik           | Rezultat | Pozycja | Rezultat | Pozycja | Rezultat      | Pozycja  | Rezultat | Pozycja |
| ------------- | ------------------ | -------- | ------- | -------- | ------- | ------------- | -------- | -------- | ------- |
| Bieg na 5000m | Wiktorija Poludina |          |         |          |         | 16:32,68 (SB) | 21       |          |         |